# گمینا کوای
گمینا کوای (به لهستانی:  Gmina Kłaj) یک گمینا در لهستان است که در شهرستان ویلیچکا واقع شده‌است. گمینا کوای ۸۳٫۱ کیلومتر مربع مساحت و ۹٬۸۳۲ نفر جمعیت دارد.